# Bettongia tropica
El betong del norte (Bettongia tropica) es un pequeño marsupial diprotodonto de la familia Potoroidae, que se encuentra restringido a algunas áreas de bosques de Eucaliptus y Allocasuarina, bordeando el bosque lluvioso en el noreste de Queensland, Australia. 
Este betong es un animal solitario de hábitos nocturnos. Pasa las horas diurnas en nidos bien construidos en las cercanías de un pastizal. Los materiales del nido son acarreados usando su cola prensil. Su dieta normal consiste en micorrizas y esporocarpos fúngicos, que desentierra de abajo de las bases de los árboles. Los trabajos realizados hasta el momento indican que para buscar su alimento debe realizar muchos movimientos nocturnos, pues estos están distribuidos en parces aislados. También puede alimentarse de tubérculos, otras raíces y hierbas. Al parecer cría durante todo el año, y carga su cría en una bolsa marsupial hasta que es lo suficientemente grande como para seguirlo a pie
Es un animal en peligro, y sólo existe en tres poblaciones en Queensland, todas dentro de un radio 60 kilómetros.